# Lista de produtos e serviços extintos da Amazon
Esta é a lista de produtos e serviços extintos da Amazon, a Amazon é um empresa americana de atuação global, que foca em comércio electrónico, computação em nuvem, streaming digital, inteligência artificial, entre outros. Fundada por Jeff Bezos em julho de 1994, sua sede localiza-se na cidade de Seattle, estado de Washington, EUA.

## 43 Things

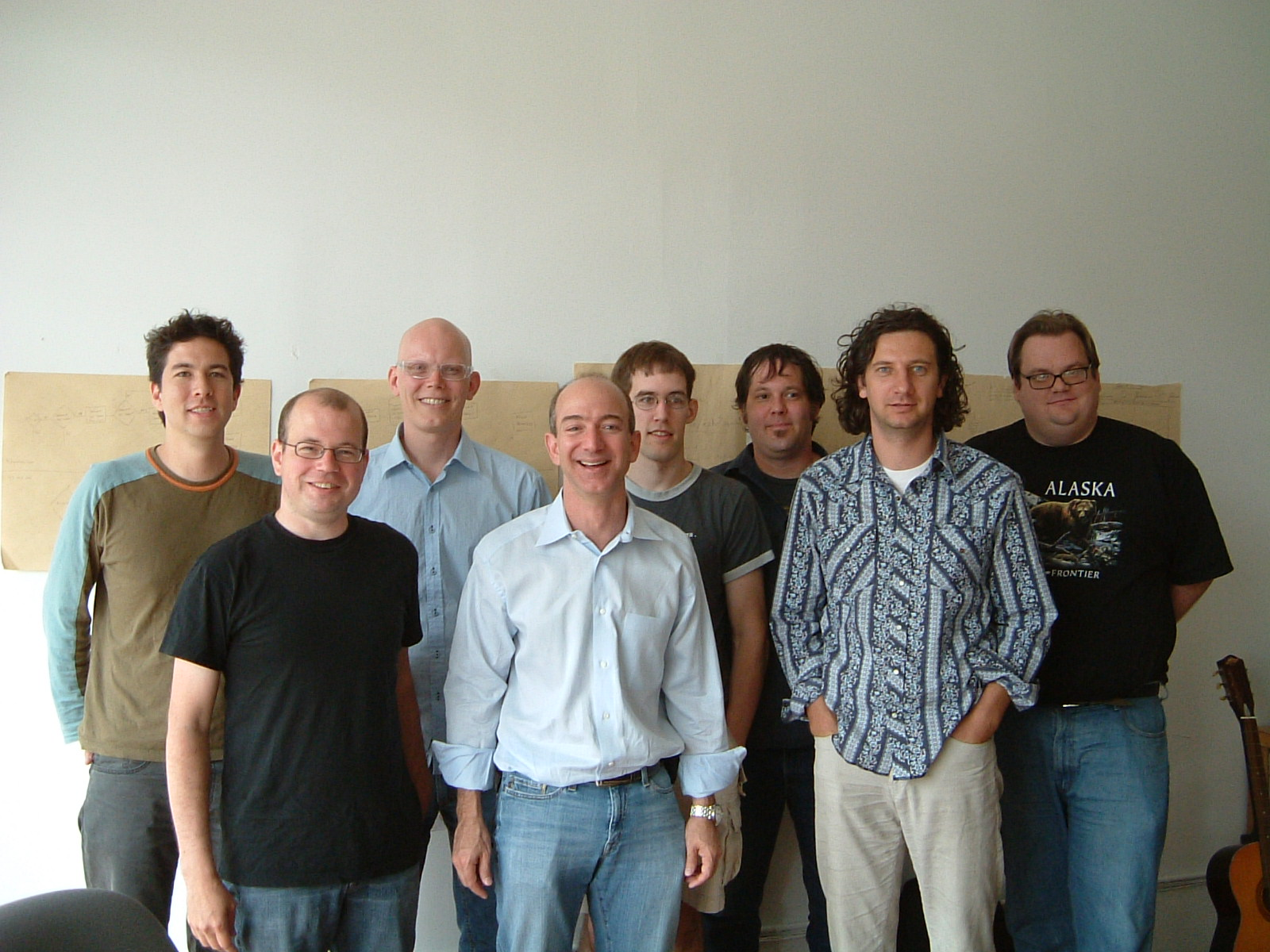
Jeff Bezos em visita a Robot Co-op em 2005.

43 Things foi uma rede social criada como uma comunidade de metas online. Em vez de criar ligações interpessoais explícitas (como visto no Orkut), foi construído nos princípios de etiquetas virtuais. Lançado em 1 de janeiro de 2005, pela Robot Co-op, uma pequena empresa sediada em Seattle fundada por Erik Benson, Daniel Spils, e Josh Petersen ex-funcionário Amazon.com e Microsoft.
Os usuários podiam criar contas para listar uma série de metas ou esperanças; estes objetivos passavam por análise léxica e eram ligados a outros objetivos, da comunidade, com palavras ou ideias semelhantes. Este conceito é também conhecido como folksonomia. Os usuários poderiam definir até 43 metas, e foram encorajados a explorar as listas de outros usuários e "estimulá-los" para alcançar seus objetivos.
O site recebeu algumas críticas, como as deficiências a seguir: não ter uma área central que contenha a documentação sobre o site, baseou fortemente em RSS, que é desconhecido por grande parte dos usuários; além de críticas sólidas em relação à capacidade de resposta e, sobre a integração por sugestão ao usuário. Em 15 de agosto de 2014, 43things tornou-se disponível somente para leitura, e encerrou permanentemente em 1º de janeiro de 2015.

## Amazon Dash

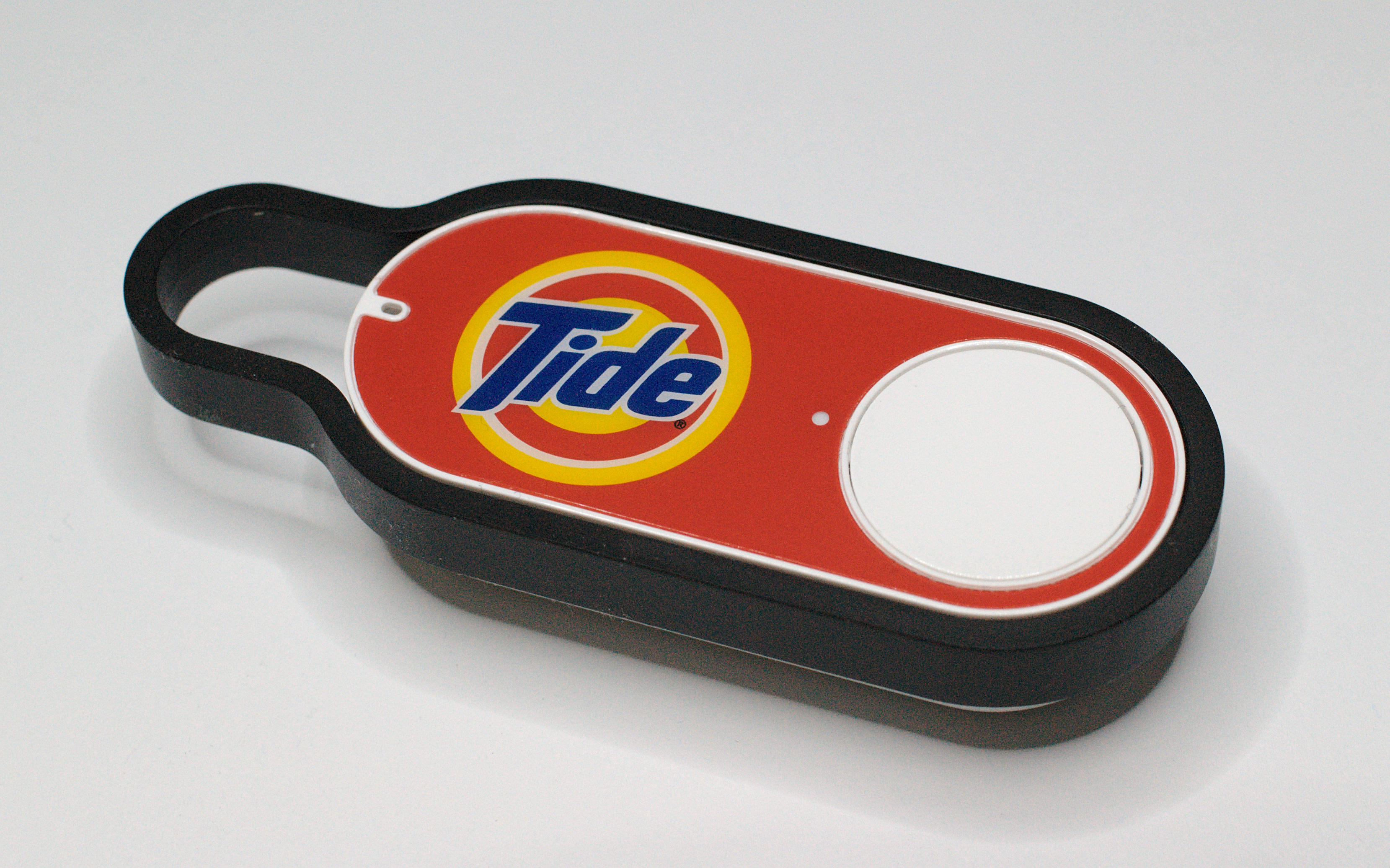
Um botão Amazon Dash para sabão em pó Tide

Amazon Dash foi um serviço de pedidos de bens de consumo que usava dispositivos proprietários e APIs para pedidos através da Internet, o serviço consistia em vários componentes, que incluía:
Amazon Dash Wand, um leitor de código de barras conectado por Wi-Fi e dispositivo de comando de voz, usado para reordenar bens de consumo pela casa, integrando-se ao Amazon Fresh; 
Amazon Dash Button, um pequeno dispositivo eletrônico que podia ser colocado em casa e programado para fazer o pedido de um bem de consumo, como lenços desinfetantes ou toalhas de papel;
Amazon Dash Replenishment Service, que permitia aos fabricantes adicionar um botão físico ou capacidade de autodetecção aos seus dispositivos para reordenar suprimentos através da Amazon quando necessário.

### Dash Wand

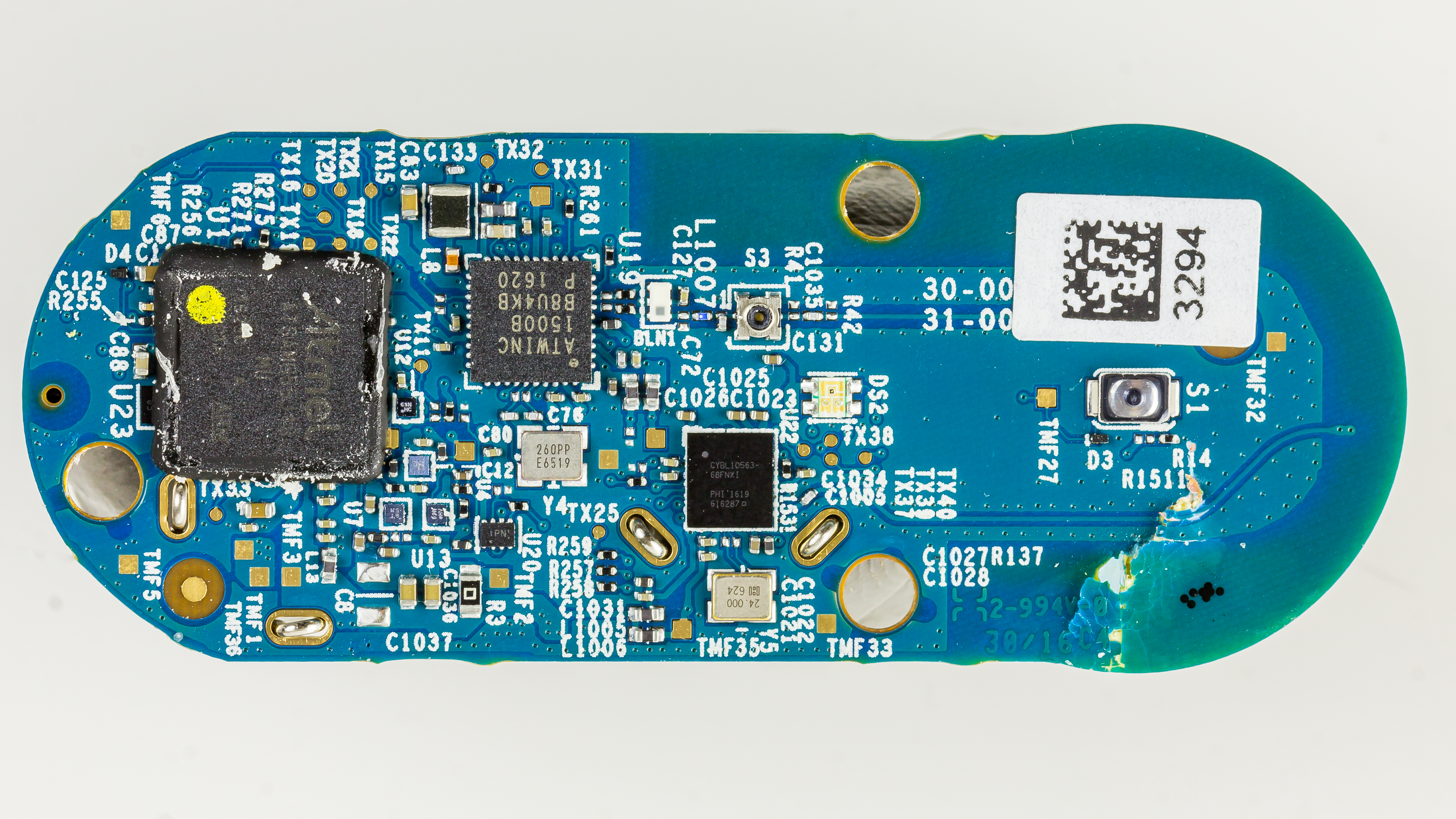
Um botão Amazon Dash com a tampa removida e a placa de circuito visível

O Amazon Dash Wand (originalmente denominado simplesmente Amazon Dash) foi anunciado em abril de 2014. Foi um dispositivo conectado por Wi-Fi que permitia aos usuários construir uma lista de compras lendo códigos de barras e dizendo os nomes dos produtos em voz alta. Ele se conectava diretamente com o Amazon Fresh (serviço online de entrega de alimentos da empresa). O site do Amazon Dash destacava benefícios como "nunca se esqueça de um item novamente" e sugere que os usuários mantenham o dispositivo no balcão da cozinha ou na geladeira para que cada membro da família possa adicionar itens à sua lista de compras.
O Amazon Dash Wand é o primeiro dispositivo lançado pela Amazon com Internet das Coisas (IoT).
Em 15 de junho de 2017, foi anunciada uma nova versão do scanner, que tinha a Alexa integrada, permitindo aos usuários pedir receitas e fazer pedidos no Amazon Prime Now.

### Fim do serviço
Em 1º de março de 2019, a Amazon descontinuou a série, alegando que ela foi desnecessária devido ao reordenamento automático e assinaturas de produtos. Além disso, a Amazon afirmou que as compras ativadas por voz nos produtos Alexa sucederiam os botões. Em 22 de junho de 2020, a Amazon enviou um e-mail aos proprietários do Dash Wand informando que eles seriam desconectados em um mês, em 21 de julho de 2020, sem nenhum recurso além de usar outros dispositivos Amazon, e direcionou os proprietários para simplesmente reciclar seus dispositivos.

## Amapedia
Amapedia foi uma wiki dirigida pelo varejista Amazon.com, que existiu de janeiro de 2007 a junho de 2010, onde os usuários podiam editar artigos sobre os produtos da Amazon. Qualquer pessoa com uma conta na Amazon.com poderia editar o conteúdo da Amapedia.
O nome de domínio amapedia.com foi registrado em 2005. Jonah Cohen, um programador que trabalhou no projeto nos verões de 2005 e 2006, descreveu-o como um "site de produtos inspirado na Wikipédia" em seu currículo, disse que foi desenvolvido com PHP e PostgreSQL. A wiki foi lançada em meados de 2006 como "ProductWiki", então renomeada para Amapedia no início de 2007. 
A edição foi feita usando uma interface WYSIWYG, havia um editor de mesa separado. Páginas individuais de produtos em Amazon.com continham o texto: "Seja a primeira pessoa a adicionar um artigo sobre este item em Amapedia.com" se não existisse nenhum artigo sobre o produto. A Amazon retém os direitos autorais do conteúdo do site e licenciou a compilação apenas para uso pessoal.
Mesmo após o fechamento da Amapedia, uma página Amazon.com ainda se referia à wiki como "ProductWiki", a Amapedia não tinha relação com o site productwiki.com.

## Amie Street
Amie Street foi uma loja de música online independente e serviço de rede social criada em 2006 pelos veteranos da Universidade Brown Elliott Breece, Elias Roman e Joshua Boltuch, em Providence, Rhode Island. O site era notável por seu preço baseado na demanda. A empresa foi posteriormente transferida para Long Island City, em Nova Iorque. No final de 2010, o site foi vendido para a Amazon, que redirecionou os clientes para seu próprio site.

### História
Fundada no início de 2006, Amie Street abriu ao público com uma versão pré-alfa em 4 de julho de 2006. Cresceu e criou parcerias com várias gravadoras, incluindo CD Baby, The Orchard, Nettwerk Music Group e Daptone Records. Uma versão beta foi lançada em 4 de outubro de 2006. Em 11 de dezembro de 2007, Amie Street Japão foi lançada em parceria com a Turbolinux.
Em 5 de agosto de 2007, Amie Street anunciou uma reformulação do site e, liderada pela Amazon.com através do seu financiamento de capital de risco. 
Em um e-mail para membros da Amie Street em 8 de setembro de 2010, o site anunciou que redirecionaria todos os clientes para a Amazon.com a partir de 22 de setembro de 2010 e deixaria de operar como amiestreet.com. Os membros da Amie Street tinham até 22 de setembro para gastar qualquer crédito que tivessem atualmente na Amie Street, uma vez que não foi transferido para a Amazon. A Amazon fechou a Amie Street logo depois.

## Askville
Askville foi um site de perguntas e respostas, lançado em dezembro de 2006 pela Amazon; o site foi projetado para rodar muito parecido como um jogo de computador, os usuários ganhariam ou perderiam "pontos de experiência" em tópicos específicos se suas respostas fossem boas. Os usuários também receberiam "ouro de busca" fazendo e respondendo perguntas, e votando sobre o valor das respostas de outras pessoas. Essas moedas eram resgatadas por itens em uma loja de Askville.
O site entrou em testes beta em outubro de 2006 e, foi lançado ao público em novembro de 2007. As perguntas eram de no máximo 120 caracteres, com um campo de descrição que permitia 1000 caracteres para a explicação completa da questão. As perguntas foram marcadas para pesquisa baseada em tags. As perguntas foram associadas a 2 dos 6 tópicos abordados pelo site.
Em agosto de 2008, membros da comunidade de Askville reclamaram da falta de moderação e participação dos administradores do site. Em resposta, Askville nomeou um gerente comunitário para rastrear e lidar com o feedback dos usuários, e a gestão do site se comprometeu a aplicar de forma mais eficaz suas políticas. O sistema de votação passou por uma grande revisão, incluindo a adição de votação anônima.
Em 23 de março de 2012, a equipe anunciou que, após quase sete anos, as perguntas do Askville deixariam de ser oferecidas na Amazon Mechanical Turk no início de abril de 2012 devido a uma mudança nas estratégias operacionais. Em 13 de abril de 2012, a equipe de Askville postou um "Adeus da Equipe Askville". Em 25 de outubro de 2013, o site "askville.com" foi encerrado. O conteúdo histórico de Askville foi acessível em askville.amazon.com até o início de 2016.

## CDNow
CDnow, Inc. foi uma empresa virtual que operava um site de comercio on-line que vendia CDs e produtos relacionados à música. Em abril de 1998, durante a bolha da internet, a empresa estava avaliada em mais de US$ 1 bilhão. Em julho de 2000, foi adquirido pelo Bertelsmann Music Group por $ 117 milhões, logo depois disso a Amazon foi contratada para operar o site; o novo acordo manteve uma versão revisada de um serviço chamado de "Clube de compradores preferenciais", oferecendo desconto de 20% para discos de edição do clube; todas as outras músicas eram vendidas a preços padrão da Amazon. Em 2011, o URL CDnow.com foi redirecionado para um aviso de manutenção e em 2013, foi colocado offline permanentemente.
No auge, empregava mais de 750 pessoas e tinha escritórios em Fort Washington, Pensilvânia , Nova York , Londres e Los Angeles.

## Diapers.com
Diapers.com foi uma varejista virtual especializado em produtos para bebês; foi fundada por Marc Lore e Vinit Bharara, no ano de 2005 em Montclair, Nova Jersey. Inicialmente denominada 1800DIAPERS, no lançamento, a empresa vendia materiais de consumo voltados para mães com filhos de até 3 anos, como fraldas, lenços umedecidos e fórmula. Em seu primeiro ano, a empresa vendeu US$ 2,5 milhões. O site usou robôs Kiva para automação de armazém e uma combinação de entrega, através das empresas de frete UPS Ground e FedEx. 
No final de 2008, Diapers.com expandiu sua seleção de produtos para bebês, incluindo, roupas, assentos de carro, carrinhos de bebê e brinquedos. Originalmente criada como 1800Diapers em 2005, a empresa mais tarde se tornou Diapers.com e expandiu-se para incluir o site Soap.com, bem como outros sites; mudou seu nome para Quidsi Inc. em 2009. A Amazon.com adquiriu a Quidsi, Inc. por US $ 545 milhões em 8 de novembro de 2010, a sede da empresa estava localizada no Exchange Place em Jersey City, Nova Jersey. No entanto, continuou a operar de forma independente e seguir um modelo de integração semelhante ao que a Amazon usa com Zappos.com até abril de 2017.
Em março de 2017, a Amazon.com anunciou o desligamento de Diapers.com e de todos os outros sites da Quidsi Inc., a partir de 19 de abril de 2017, devido à falta de rentabilidade. Em 20 de abril de 2017, Quidisi.com, Diapers.com, Soap.com, Wag.com, BeautyBar.com, Casa.com e YoYo.com foram redirecionados para o site Amazon.com, e suas respectivas URLs foram desativadas.

## Endless
Endless.com foi um site de e-commerce americano de propriedade da Amazon, focado exclusivamente em sapatos e acessórios. O site Endless.com foi criado em dezembro de 2007 pela Amazon como sua primeira marca de e-commerce separada. Foi lançado sites no Japão, Reino Unido, França e Alemanha espelhando os negócios da Endless.com sob o nome Javari. Foi anunciado em 22 de julho de 2009 que a Amazon compraria a varejista de calçados online Zappos.com por US$ 940 milhões em um negócio de ações e dinheiro. A Amazon encerrou Endless.com em 27 de setembro de 2012 e direcionou seus clientes para Amazon.com/Fashion.

## Lexcycle
Lexcycle foi uma empresa de comércio virtual que desenvolveu software para leitura de livros eletrônicos. Eles foram responsáveis por Stanza, que decorreu nas plataformas de, iPhone, iPod Touch, Microsoft Windows e Apple Macintosh. Em abril de 2009, Lexcycle foi adquirida pela Amazon.com. Em 2012, a Amazon.com removeu Stanza de todas as lojas de aplicativos.

## Shelfari
Shelfari foi uma rede social virtual voltada a catalogação de livros, lançado em 11 de outubro de 2006, em fevereiro de 2007, a Amazon.com investiu 1 milhão de dólares no site, e adquiriu-o em agosto de 2008. Foi fundido com o site Goodreads pela Amazon.com. Usuários do Shelfari podiam construir estantes virtuais dos títulos que possuem ou tenham lido, avaliar e, discutir seus livros, os usuários também podiam criar grupos onde outros membros podiam participar, criar discussões e falar sobre livros ou outros tópicos; recomendações de leitura podiam ser enviadas para amigos no site.
Em janeiro de 2016, o site hospedava uma notificação de anuncio "Shelfari se fundirá com Goodreads". Em junho de 2016, o site é encerrado (todos os links redirecionados para Goodreads). Apesar da menção de uma fusão, os usuários se queixaram que as características mais importantes do Shelfari não foram fundidas (principalmente o sistema de comentários não permitir discussões detalhadas de livros e, informações básicas sobre os personagens principais, terem sido descartadas).

## Songza
Songza foi um serviço gratuito de recomendação e streaming de música para usuários nos Estados Unidos e Canadá. Amie Street adquiriu Songza, um produto criado por Aza Raskin e Scott Robbin, em outubro de 2008. Em agosto de 2010, Amie Street foi vendida para a Amazon por um valor não revelado. Pouco depois disso, os co-fundadores: Elias Roman, Peter Asbill, Elliott Breece e Eric Davich concentraram seus esforços no Songza. A equipe descontinuou a versão original e relançou uma nova versão alfa, totalmente nova, que manteve apenas o nome.
O Songza foi comprado pelo Google em 1 de julho de 2014 e, em 2 de dezembro de 2015, o Google anunciou que o Songza se uniria ao Google Play Música em 31 de janeiro de 2016. O site principal foi encerrado em 24 de setembro de 2021, exibindo um redirecionamento para o YouTube Music.